# Happy Hour
Happy Hour er en dansk oplysningsfilm fra 2004, der er instrueret af Henriette Arvin og Mette K. Madsen.

## Handling
Børn, der går i skole på en bar. Hvad skal det sige? Filmen følger en lille vietnamesisk dreng, der skal tjene penge ved at sælge postkort til turister. En ung mand lærer ham, at ved at arbejde hårdt kan man tjene penge og komme opad i samfundet. Drengen tager ved lære og arbejder ihærdigt på at sælge postkort, så mange at han tage på en fornøjelsestur og få nye oplevelser. Undervisning er fremtiden for børn, der ellers er henvist til gaden. Det mener barens ejer, men hvordan er sammenhængen mellem baren og skolen?